# Neukirchen beim Heiligen Blut
Neukirchen beim Heiligen Blut (amtlich: Neukirchen b.Hl.Blut, umgangssprachlich auch: Neukirchen Heiligblut) ist ein Markt im Oberpfälzer Landkreis Cham und ein bekannter Wallfahrtsort im Bayerischen Wald.

## Geografie

### Geografische Lage
Neukirchen beim Heiligen Blut befindet sich innerhalb des Hohenbogenwinkels zwischen dem Markt Eschlkam und dem Markt Lam an der tschechischen Grenze.

### Gemeindegliederung
Es gibt 31 Gemeindeteile (in Klammern ist der Siedlungstyp angegeben):
- Anglmühle (Einöde)
- Atzlern (Dorf)
- Au (Dorf)
- Brünst (Dorf)
- Buchermühle (Einöde)
- Gaishof (Einöde)
- Geleitsbach (Dorf)
- Grauhof (Dorf)
- Haberlsäge (Weiler)
- Hanger (Dorf)
- Hinterbuchberg (Dorf)
- Hinterhelmhof (Einöde)
- Hofberg (Dorf)
- Höllhöhe (Dorf)
- Jägershof (Dorf)
- Kager (Dorf)
- Kolmstein (Dorf)
- Krottenhof (Weiler)
- Lamberg (Dorf)
- Mais (Kirchdorf)
- Neukirchen b.Hl.Blut (Hauptort)
- Neurittsteig (Dorf)
- Oberkaltenhof (Weiler)
- Rittsteig (Kirchdorf)
- Schicherhof (Weiler)
- Spandlberg (Dorf)
- Steinried (Einöde)
- Unterkaltenhof (Weiler)
- Vorderbuchberg (Dorf)
- Vorderhelmhof (Einöde)
- Vordermais (Dorf)

Die Gemeinde besteht aus den Gemarkungen Atzlern, Kolmstein, Neukirchen beim Heiligen Blut, Rittsteig, Vorderbuchberg und Warzenried. Letztere Gemarkung wird seit Auflösung der Gemeinde Warzenried mit der nördlichen Nachbargemeinde Eschlkam geteilt.

## Geschichte

### Bis zur Gemeindegründung
Die früheste urkundlich bekannte Erwähnung des Ortes Neukirchen datiert von 1301; 1377 wurden der Gemeinde die Marktrechte durch Herzog Albrecht von Bayern verliehen. Neukirchen war Pflegamt und gehörte zum Rentamt Straubing des Kurfürstentums Bayern. Neukirchen besaß ein Marktgericht mit magistratischen Eigenrechten. Im Zuge der Verwaltungsreformen in Bayern entstand mit dem Gemeindeedikt von 1818 die heutige Gemeinde.

### Walching
Der Ortsteil Walching ist die Ursiedlung von Neukirchen. Walching ist durch eine Anhöhe vom oberen Ortsteil der Gemeinde getrennt. Diese Anhöhe wurde ehemals die „Fleischbank“ genannt, da dort der allwöchentliche Schlachtermarkt stattfand. Dies ist jedoch inzwischen weitgehend in Vergessenheit geraten. Mittlerweile unterscheiden die Einheimischen nur noch zwischen dem „oberen Markt“ und dem „unteren Markt“ (Walching), wobei die Bezeichnung Markt an die ehemaligen Marktrechte erinnert.

### Eingemeindungen
Im Zuge der Gebietsreform in Bayern wurde am 1. Januar 1971 die Gemeinde Atzlern eingegliedert. Am 1. Juli 1971 folgte Vorderbuchberg. Am 1. Mai 1978 kamen Rittsteig und ein Teil der ehemaligen Gemeinde Warzenried hinzu.

### Einwohnerentwicklung
Zwischen 1988 und 2018 sank die Einwohnerzahl von 4157 auf 3700 um 457 Einwohner bzw. um 11 %.

## Politik

### Gemeinderat
Der Marktgemeinderat hat 16 Mitglieder zuzüglich des Ersten Bürgermeisters.
- Christlich-Soziale Union (CSU) – 5 Sitze
- Sozialdemokratische Partei Deutschland / Parteifreie Bürger (SPD-Parteifreie) – 4 Sitze
- Christlich unabhängige Wählergemeinschaft Neukirchen (CUW) – 2 Sitze
- Unabhängige Wähler, parteifrei und christlich (UW) – 3 Sitze
- Freie Wähler der Altgemeinde Atzlern (Altgde.Atzlern) – 2 Sitze

(Stand: Kommunalwahl am 15. März 2020)

### Bürgermeister
- 1. Bürgermeister: Markus Müller (CSU)[6]
- 2. Bürgermeister: Thomas Schreiner (CSU)
- 3. Bürgermeister: Franz Altmann (UW)

## Wappen
| Wappen von Neukirchen beim Heiligen Blut | Blasonierung: „In Blau eine eintürmige silberne Kirche in Seitenansicht, darauf goldene Kreuze.“ |
| Wappen von Neukirchen beim Heiligen Blut | Das Wappen ist seit 1420 bekannt: (Verlorenes) Wappenprivileg Herzog Johanns von Straubing-Holland um 1420, das sich auf die Verleihung des Marktrechts 1377 bezieht. Das Wappenprivileg wurde 1456 erneuert. |

## Kirchen

### Wallfahrtskirche
Die Geschichte der Wallfahrt in Neukirchen hat ihren Ursprung in einer Hostienwallfahrt. In der Legende wird als Zeitpunkt hierfür der Beginn des 15. Jahrhunderts angegeben. Zu dieser Zeit wurde eine Kapelle vor dem Ort errichtet. Ein Hussitenführer versuchte hier um 1420 eine Marienstatue mit einem Schwerthieb zu zerstören, die eine Bauersfrau aus dem böhmischen Dorf Loučim aus der dortigen Kirche hierher in Sicherheit brachte. Aus dem Kopf der Statue floss eine blutartige Flüssigkeit, worauf für den Ort mit wachsender Bedeutung der Wallfahrt im 16. Jahrhundert der Zusatz „zum heiligen Blut“ gebräuchlich wurde. Für die Jubiläumsberechnung wurde später der Zeitpunkt 1450 für den Frevel an der Marienstatue und den Beginn der Wallfahrt festgelegt.

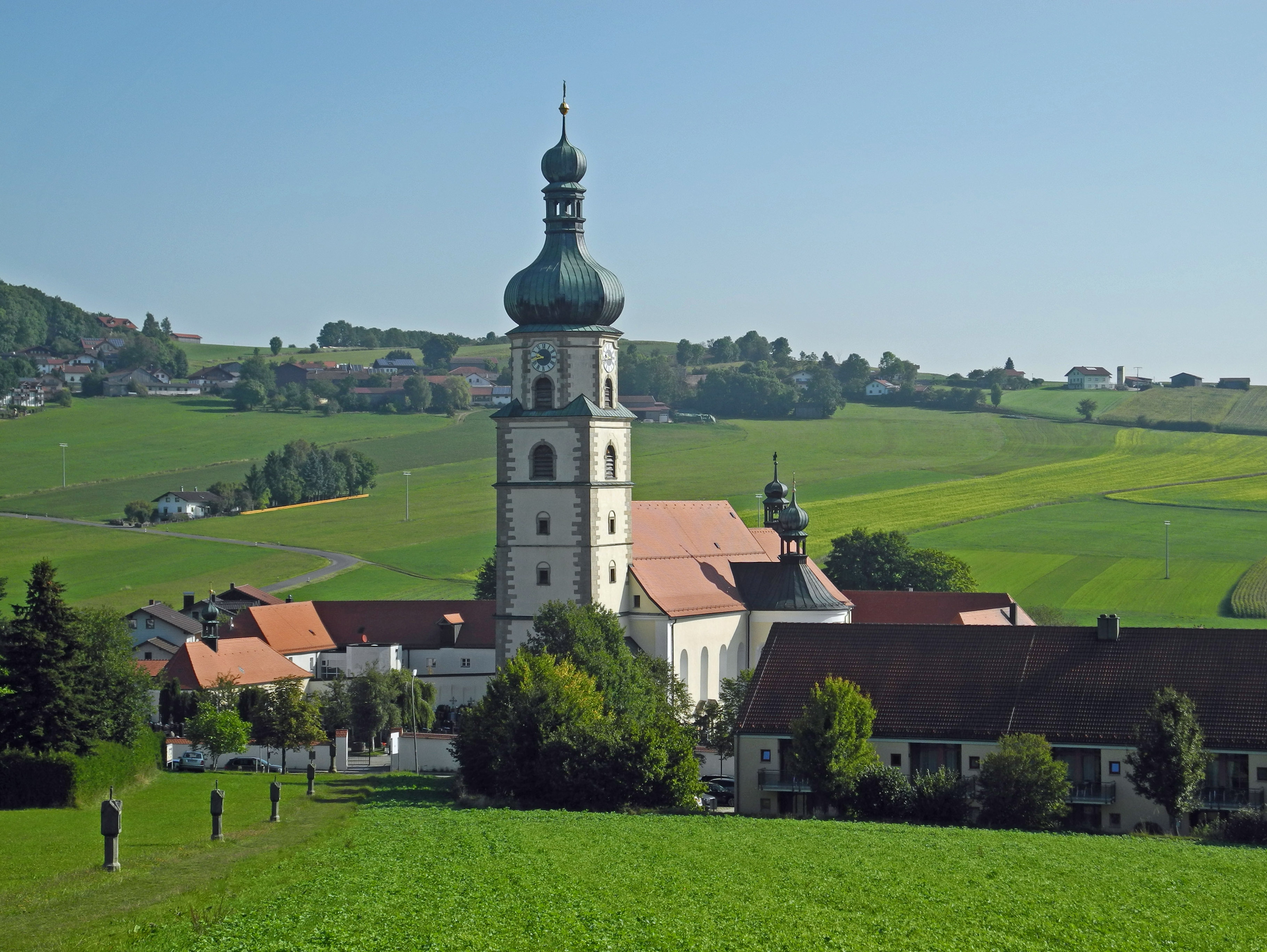
Westansicht der Wallfahrtskirche
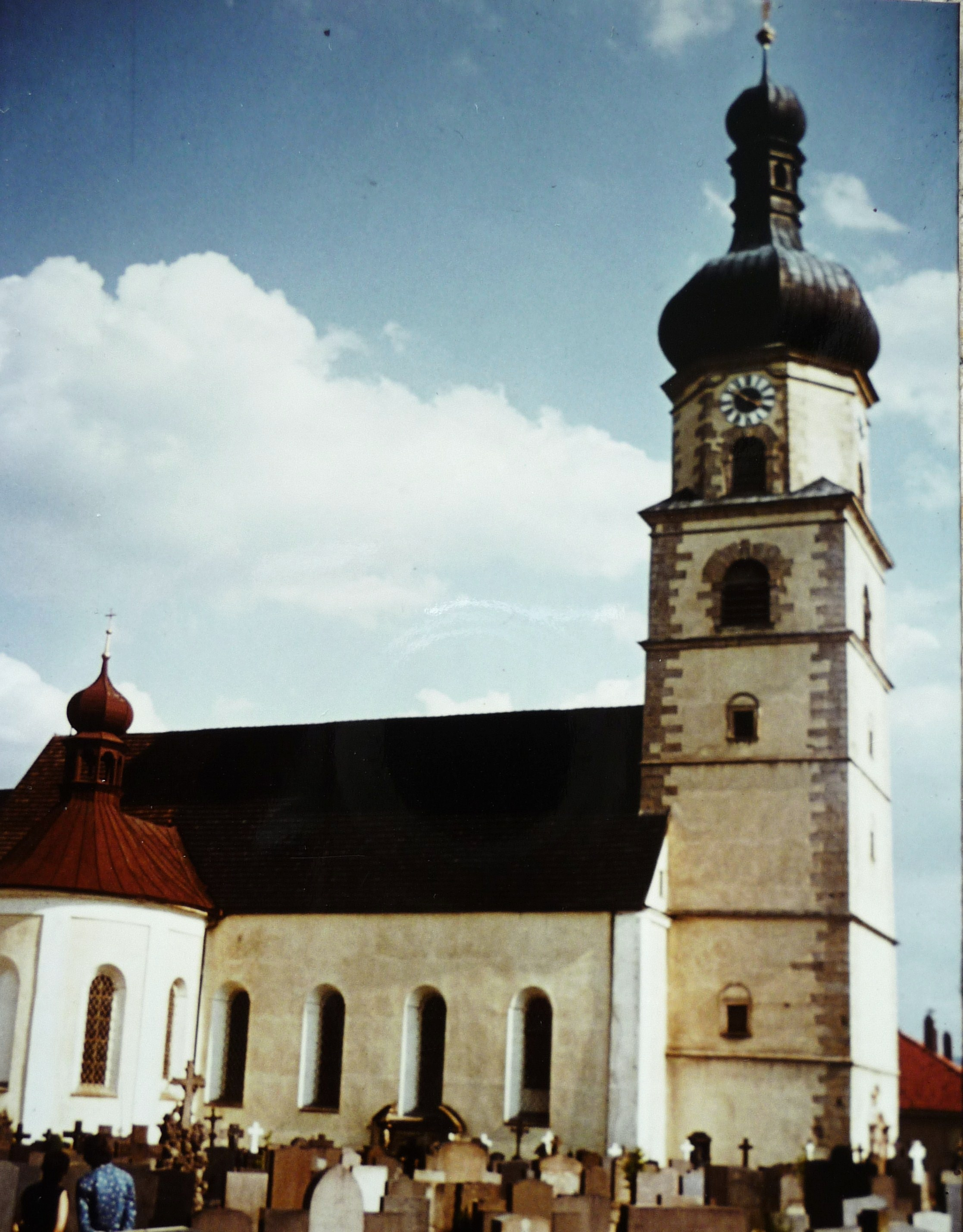
Nordansicht
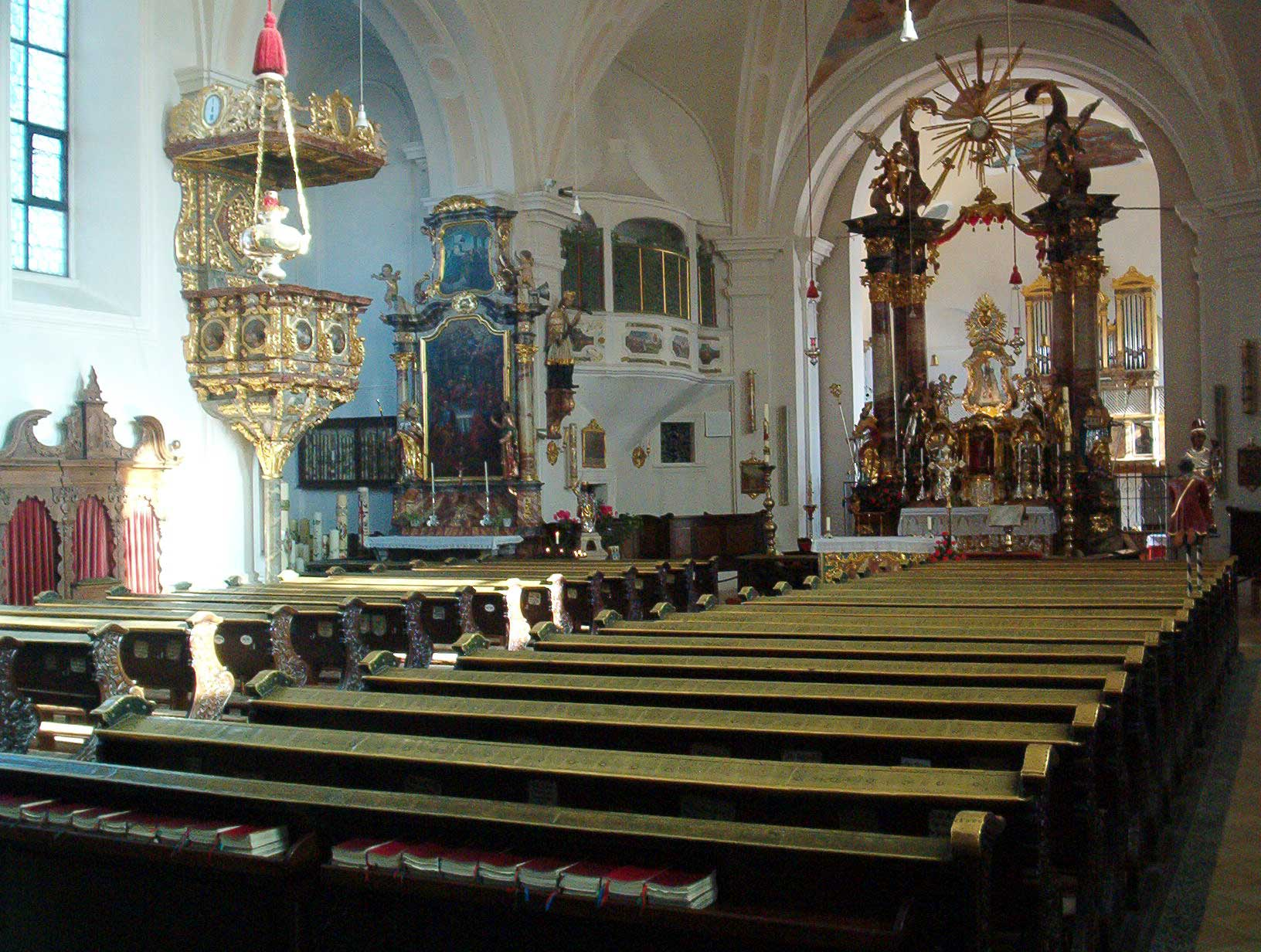
Innenansicht der Wallfahrtskirche
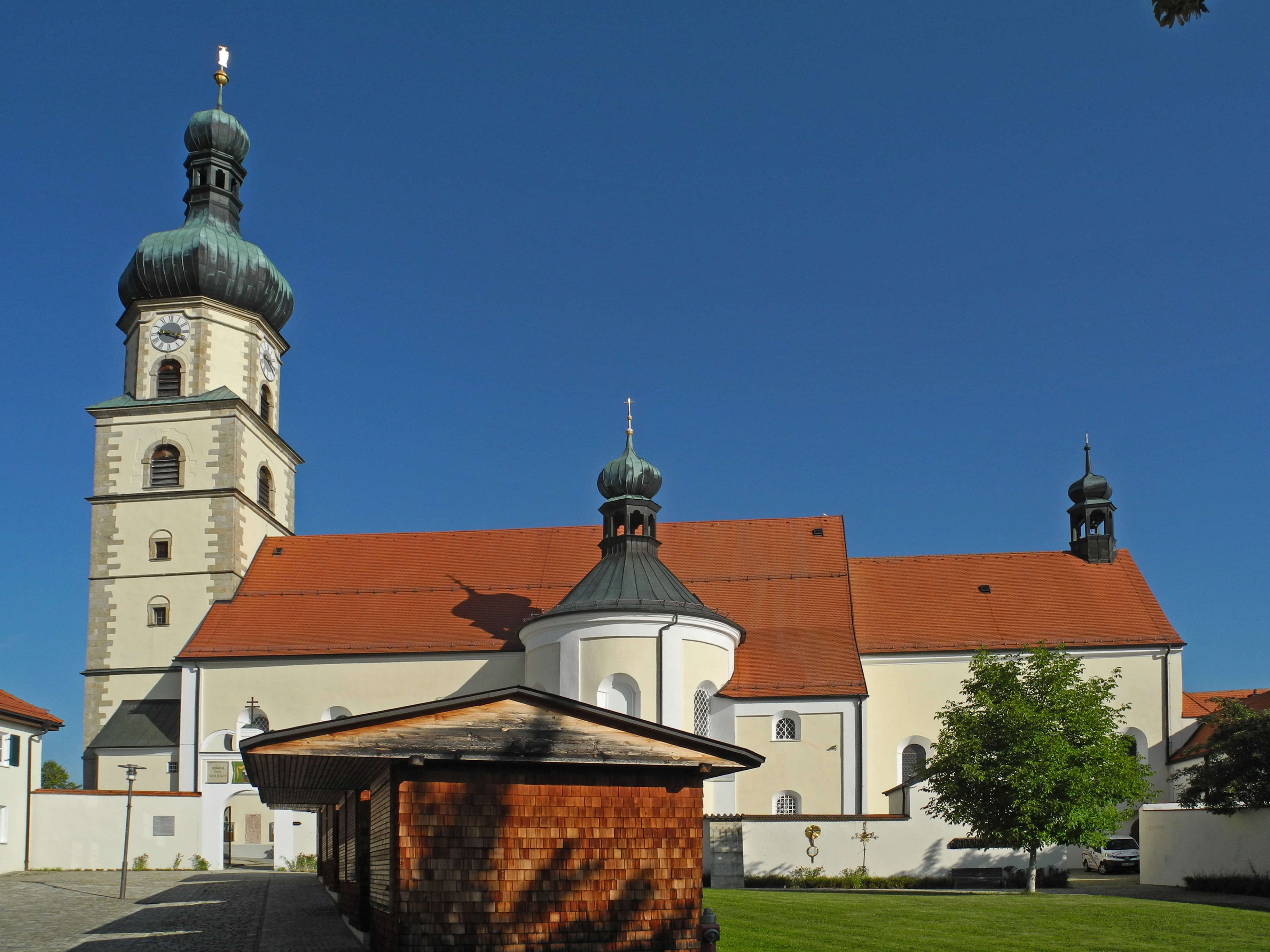
Südansicht der Wallfahrtskirche
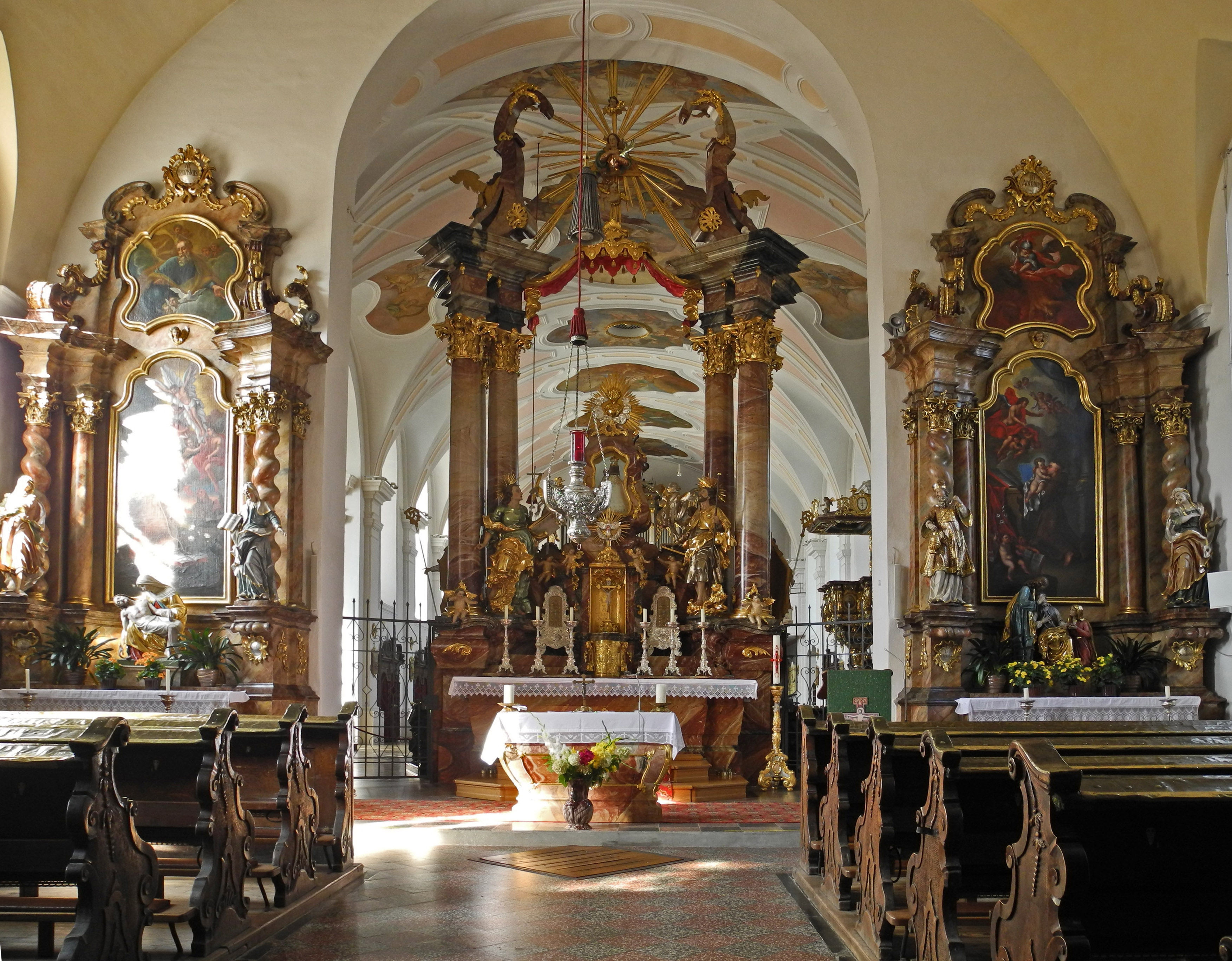
Altarraum
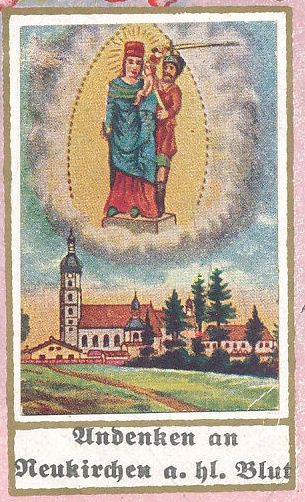
Wallfahrts-andenken
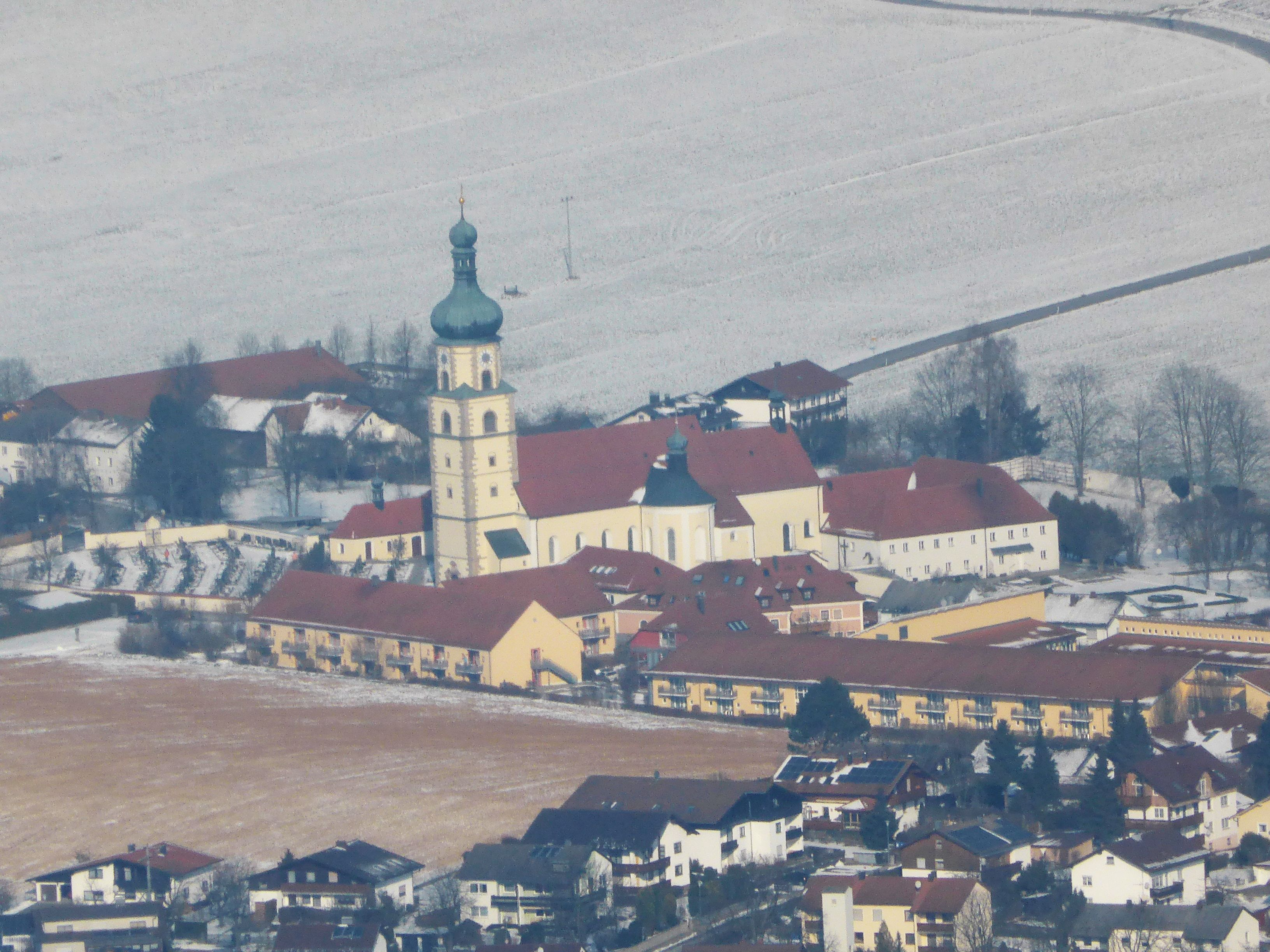
Gesamtanlage Wallfahrtskirche

Nach dem Einsturz des Turms der Nikolauskirche (Marktkirche) im Jahr 1614 wurden die Pfarrrechte auf die neue Wallfahrtskirche übertragen. Herzog Maximilian I. veranlasste von diesem Zeitpunkt an den Ausbau der bis dahin bestehenden Wallfahrtskapelle zur Kirche. Nach dem Bau des Klosters im Jahr 1659 erlaubte der Regensburger Bischof Guidobald von Thun und Hohenstein im Jahr 1667 den Anbau der Klosterkirche. Es entstand der einzigartige Doppelaltar, der Wallfahrtskirche und Klosterkirche verbindet. Im Jahr 1699 wurde der Glockenturm fertiggestellt. Die heutige Form erhielt die Kirche 1719/1720. Für das 300-jährige Wallfahrtsjubiläum wurde 1750 mit einer umfangreichen Renovierung begonnen. Bis zur Feier im Jahr 1752 entsteht der Hochaltar durch eine Augsburger Goldschmiede.

### Nikolauskirche (Marktkirche)
Sie wurde in der ersten Hälfte des 13. Jahrhunderts gebaut. Damit erhielt die Ursiedlung Walching (Unterer Markt) den Namen Neukirchen. Mit dem Bau der Kirche entstand auch der Obere Markt. Im 14. Jahrhundert begann man mit dem Bau von Wehranlagen. Aufgrund von ständigen Streitigkeiten zwischen Bayern und Böhmen entstand so die wehrhafte Kirchenburg Neukirchen beim Heiligen Blut. Im Jahr 1614 stürzte der Kirchturm ein und wurde nicht wieder aufgebaut. Der heutige Marktturm entstand bereits um 1370 und besaß Zinnen, um ihn als Wehranlage nutzen zu können. Im 17. Jahrhundert erhielt er einen Kuppelaufbau, in dem die Glocken des eingestürzten Kirchturms untergebracht wurden.
Das Pflegeschloss wurde mit der Markterhebung 1377 in der Kirchenburganlage integriert. Hier waren Pflegebeamte der staatlichen Verwaltung untergebracht. Die kurfürstlichen Pfleger beendeten 1764 den Dienst. In der Folgezeit bemühte sich der Markt um den Kauf des Schlosses, um darin die Schule unterzubringen. 1803 erfolgte dann der Kauf und die Renovierung.
Als 1906 die Schule in das neu erbaute Schulhaus umzog, übernahm der Nikolausverein e. V. das ehemalige Pflegeschloss und errichtete dort ein Schwesternheim (St. Nikolausheim). Die Ordensschwestern der Dillinger Franziskanerinnen betrieben einen Kindergarten, eine Arbeitsschule, eine ambulante Krankenpflege und nahmen später auch Waisenkinder auf.
Nach der Schließung des Nikolausheimes 1984 und der Renovierung des Gebäudes wurde 1992 im Pflegeschloss das Wallfahrtsmuseum eröffnet. Bei den Renovierungsarbeiten 1989/90 wurden hinter dem Schloss Reste der Kirchenburg und der Wehranlagen gefunden.

### Franziskanerkloster (Klosterkirche)
Bereits Anfang des 17. Jahrhunderts halfen regelmäßig Franziskanerpatres aus Cham, um die große Zahl der Wallfahrer zu betreuen. Im Jahr 1658 erhielt man die Erlaubnis für ein Kloster und 1659 wurde innerhalb des gleichen Jahres das Franziskanerkloster gebaut und bezogen. An der Rückseite der Wallfahrtskirche wurde eine kleine Klosterkirche angebaut. Mit Errichtung der Wasserversorgung durch eine Brunnstube konnte auch ein Brauhaus betrieben werden.
Von 1708 bis 1721 erfolgte Reparatur und der Anbau des Nordflügels. Es entstand ein Hörsaal und die bereits seit Klostergründung durch verschiedene Schenkungen gewachsene Bibliothek wurde erweitert. Diese umfasst ca. 8000 Bände aus dem 16. bis 20. Jahrhundert. 1723 bis 1744 studierte hier der eigene Ordensnachwuchs Philosophie. Die Säkularisation ab 1800 überstand das Franziskanerkloster als einziges in der Diözese Regensburg. Das Haus war als Aussterbekloster bestimmt worden, um Patres unterzubringen, die nicht ausgewiesen werden konnten.
Von 1908 bis 1930 wirkte Pater Epictet Ketterer im Kloster. In dieser Zeit arbeitete er an der ersten Kloster- und Ortschronik. Vom ursprünglich geplanten 4-teiligen Werk erschien nur der erste Band „Neukirchen b. Hl. Blut einst und jetzt“. 1916 gründete er eine Volksbücherei.
1992 bis 1996 erfolgte eine umfangreiche Renovierung des Klosters. 2000 bis 2003 wurde im ungenutzten Nordflügel das Grenzüberschreitende Wallfahrts- und Begegnungszentrum eingerichtet. Der Klostergarten wurde im Rahmen der Sanierungsarbeiten nach historischem Vorbild neu angelegt und der Öffentlichkeit zugänglich gemacht. Am 19. Juli 2012 erwarb die Pfarrei die gesamte Klosteranlage vom Freistaat Bayern.

## Wirtschaft und Infrastruktur

### Arbeitsplätze
2017 gab es in der Gemeinde 858 sozialversicherungspflichtige Arbeitsplätze. Von der Wohnbevölkerung standen 1453 Personen in einem versicherungspflichtigen Beschäftigungsverhältnis. Damit war die Zahl der Auspendler um 595 Personen größer als die der Einpendler. 52 Einwohner waren arbeitslos.

### Landwirtschaft
2016 gab es 104 landwirtschaftliche Betriebe. Von der Gemeindefläche waren 2266 Hektar landwirtschaftlich genutzt und 2910 Hektar waren Wald.

### Verkehr
Neukirchen hat keine Autobahn- oder Bundesstraßen-Anbindung; durch Neukirchen führen die Staatsstraße 2154 sowie die Kreisstraßen CHA 43, 44 und 46. Der nächste Bahnhof liegt in Furth im Wald.

### Bildung
- Grundschule Neukirchen mit 100 Schülern (Schuljahr 2018/19)[12]
- Mittelschule Neukirchen mit 72 Schülern (Schuljahr 2018/19)[13]
- Kindertagesstätte „St. Nikolaus“ (Kindergarten und Kinderkrippe) mit 92 Plätzen und 100 Kindern (Stand 1. März 2018)
- Gemeindebücherei

### Ansässige Unternehmen
Ein Zweigwerk der Zollner Elektronik AG liegt in Neukirchen.
Die Spezialklinik Neukirchen ist eine auf die Behandlung von Allergien, Haut- und Umwelterkrankungen spezialisierte Akutklinik mit 140 Betten.
Auch der Tourismus sorgt für zahlreiche Arbeitsplätze in das Gemeindegebiet.

## Persönlichkeiten
- Josef Fischer (1865–1953), Radrennfahrer
- Stephan Brandl (* 1970), Koch
- Alois Vogl (* 1972), Skirennläufer
- Mathias Achatz (* 1981), Trompeter
- Marina Koller (* 1981), Schlagersängerin und Moderatorin
- Ludwig Maurer (* 1980), Fernsehkoch und Kochbuchautor, in Neukirchen aufgewachsen